# Natação nos Jogos Pan-Americanos de 2015 - 200 m peito feminino
As competições dos 200 metros peito feminino da natação nos Jogos Pan-Americanos de 2015 foram realizadas em 15 de julho no Centro Aquático CIBC Pan e Parapan-Americano, em Toronto.

## Calendário
Horário local (UTC-4).
| Data        | Horário | Fase          |
| ----------- | ------- | ------------- |
| 15 de julho | 10:33   | Eliminatórias |
| 15 de julho | 19:43   | Final B       |
| 15 de julho | 19:50   | Final A       |

## Medalhistas
| Ouro   | CAN Kierra Smith  |
| Prata  | CAN Martha McCabe |
| Bronze | USA Annie Lazor   |

## Recordes
Antes desta competição, os recordes mundiais e pan-americanos da prova eram os seguintes:
| Tipo                             | Atleta                    | Tempo   | Local          | Data                |
| -------------------------------- | ------------------------- | ------- | -------------- | ------------------- |
|                                  | DEN Rikke Møller Pedersen | 2m19s11 | Barcelona      | 1 de agosto de 2013 |
| Recorde dos Jogos Pan-Americanos | USA Caitlin Leverenz      | 2m25s62 | Rio de Janeiro | 22 de julho de 2007 |

## Resultados

### Eliminatórias
A eliminatória foi realizada em 15 de julho. 
| Pos. | Bateria | Raia | Nadador           | Nacionalidade                | Tempo   | Nota |
| ---- | ------- | ---- | ----------------- | ---------------------------- | ------- | ---- |
| 1    | 2       | 4    | Kierra Smith      | CAN Canadá                   | 2:25.41 | QA,  |
| 2    | 2       | 3    | Annie Lazor       | USA Estados Unidos           | 2:26.37 | QA   |
| 3    | 1       | 4    | Martha McCabe     | CAN Canadá                   | 2:27.47 | QA   |
| 4    | 1       | 2    | Esther González   | MEX México                   | 2:28.15 | QA   |
| 5    | 1       | 3    | Byanca Rodriguez  | MEX México                   | 2:28.73 | QA   |
| 6    | 2       | 5    | Alia Atkinson     | JAM Jamaica                  | 2:28.86 | QA   |
| 7    | 1       | 5    | Julia Sebastian   | ARG Argentina                | 2:29.00 | QA   |
| 8    | 1       | 6    | Pamela Souza      | BRA Brasil                   | 2:31.14 | QA   |
| 9    | 2       | 6    | Macarena Ceballos | ARG Argentina                | 2:31.35 | QB   |
| 10   | 2       | 2    | Meghan Small      | USA Estados Unidos           | 2:32.40 | QB   |
| 11   | 1       | 7    | Beatriz Travalon  | BRA Brasil                   | 2:32.73 | QB   |
| 12   | 2       | 7    | Mercedes Toledo   | VEN Venezuela                | 2:34.43 | QB   |
| 13   | 2       | 1    | Laura Morley      | BAH Bahamas                  | 2:40.28 | QB   |
| 14   | 1       | 8    | Lisa Blackburn    | BER Bermudas                 | 2:42.82 | QB   |
| 15   | 1       | 1    | Paula Tamashiro   | PER Peru                     | 2:43.73 | QB   |
| 16   | 2       | 8    | Izzy Shne Joachim | VIN São Vicente e Granadinas | 2:58.72 | QB   |

### Final B
A final B foi realizada em 15 de julho. 
| Pos. | Raia | Nadador           | Nacionalidade      | Tempo   | Notas |
| ---- | ---- | ----------------- | ------------------ | ------- | ----- |
| 9    | 4    | Macarena Ceballos | ARG Argentina      | 2:30.76 |       |
| 10   | 5    | Meghan Small      | USA Estados Unidos | 2:31.35 |       |
| 11   | 3    | Beatriz Travalon  | BRA Brasil         | 2:33.21 |       |
| 12   | 6    | Mercedes Toledo   | VEN Venezuela      | 2:33.57 |       |
| 13   | 1    | Paula Tamashiro   | PER Peru           | 2:41.94 |       |
| 14   | 2    | Laura Morley      | BAH Bahamas        | 2:42.99 |       |
| 15   | 7    | Lisa Blackburn    | BER Bermudas       | 2:46.32 |       |

### Final A
A final A foi realizada em 15 de julho. 
| Pos.              | Raia | Nadador          | Nacionalidade      | Tempo   | Notas                            |
| ----------------- | ---- | ---------------- | ------------------ | ------- | -------------------------------- |
| Medalha de ouro   | 4    | Kierra Smith     | CAN Canadá         | 2:24.38 | Recorde dos Jogos Pan-Americanos |
| Medalha de prata  | 3    | Martha McCabe    | CAN Canadá         | 2:24.51 |                                  |
| Medalha de bronze | 5    | Annie Lazor      | USA Estados Unidos | 2:26.23 |                                  |
| 4                 | 7    | Alia Atkinson    | JAM Jamaica        | 2:27.15 |                                  |
| 5                 | 2    | Byanca Rodriguez | MEX México         | 2:28.87 |                                  |
| 6                 | 1    | Julia Sebastian  | ARG Argentina      | 2:29.45 |                                  |
| 7                 | 6    | Esther González  | MEX México         | 2:29.83 |                                  |
| 8                 | 8    | Pamela Souza     | BRA Brasil         | 2:32.41 |                                  |

Legenda
| Recorde mundial                  | Recorde mundial (World record)               |                       | Recorde africano                      | Recorde africano (African) |                                           | Q | Classificado por posição (Qualified) |
| Recorde dos Jogos Pan-Americanos | Recorde pan-americano (Pan-American record)  | Recorde da América    | Recorde da América (Americas)         | q                          | Classificado por melhor tempo (Qualified) |   |                                      |
| Melhor marca do ano              | Melhor marca do ano (World leading)          | Recorde asiático      | Recorde asiático (Asian)              | DNS                        | Não largou (Did not start)                |   |                                      |
| Recorde nacional                 | Recorde nacional (National record)           | Recorde europeu       | Recorde europeu (European)            | DNF                        | Não terminou (Did not finish)             |   |                                      |
| Recorde pessoal                  | Recorde pessoal do atleta (Personal best)    | Recorde da Oceania    | Recorde da Oceania (Oceania)          | DSQ / DQ                   | Desclassificado (Disqualified)            |   |                                      |
| Recorde da temporada             | Recorde da temporada do atleta (Season best) | Recorde sul-americano | Recorde sul-americano (South America) | NM                         | Sem marca (No mark)                       |   |                                      |